# Demilich
Demilich – fińska grupa muzyczna grająca technical death metal, założona w 1990 roku w Kuopio. Główny okres działalności tego zespołu to lata 1990–1995. Pomimo tego, że Demilich wydał tylko jeden album, zyskał popularność, głównie ze względu na charakterystyczny growl Anttiego Bomana (we wkładce do Nespithe zamieszczono nawet informację, że przy nagrywaniu śpiewu nie użyto żadnych efektów).

## Historia
Opracowano na podstawie materiału źródłowego.
Zespół Demilich założyli w 1990 roku w Kuopio Antti Boman, Jussi Teräsvirta i Mikko Virnes. W 1991 roku grupa opublikowała dwa dema: The Four Instructive Tales... of Decomposition i Regurgitation of Blood. Następnie do zespołu dołączył gitarzysta Barathrum Aki Hytönen i w 1992 roku ukazały się kolejne dwa dema: ...Somewhere Inside the Bowels of Endlessness... i The Echo.
Pierwszy album studyjny zatytułowany Nespithe został wydany 8 lutego 1993 roku przez amerykańską wytwórnię Necropolis, a w Europie przez hiszpańską wytwórnię Repulse. Europejska edycja miała inne opracowanie graficzne i była poszerzona o utwory z dema The Four Instructive Tales... of Decomposition.
W 1995 roku zespół zakończył działalność, jednak wznowił ją – po 10 latach – w roku 2005. Nowy skład stworzyli: Antti Boman, Aki Hytönen, Mikko Virnes oraz nowi muzycy – SDS z Black Death Ritual i Corpse z Deathchain. Na przełomie maja i czerwca 2006 roku Demilich odbył trasę po Stanach Zjednoczonych, w ramach której wystąpił także na festiwalu Maryland Deathfest, natomiast 22 lipca zagrał pożegnalny koncert w Kuopio.
27 stycznia 2010 roku ukazała się informacja, że Demilich reaktywuje działalność i w sierpniu wystąpi na festiwalu Jalometalli.

## Muzycy
Opracowano na podstawie materiału źródłowego.

### Ostatni znany skład zespołu
- Antti Boman – śpiew, gitara (1990–1995, 2005–2006)
- Aki Hytönen – gitara (1991–1995, 2005–2006)
- Mikko Virnes – perkusja (1990–1995, 2005–2006)
- SDS – gitara (2005–2006)
- Corpse – gitara basowa (2005–2006)

### Byli członkowie zespołu
- Jussi Teräsvirta – gitara basowa (1990–1992)
- Ville Koistinen – gitara basowa (1992–1993)

## Dyskografia

### Albumy studyjne
- Nespithe (1993)

### Dema
- The Four Instructive Tales... of Decomposition (1991)
- Regurgitation of Blood (1991)
- ...Somewhere Inside the Bowels of Endlessness... (1992)
- The Echo (1992)